# Wilhelm Kunst (Schauspieler)

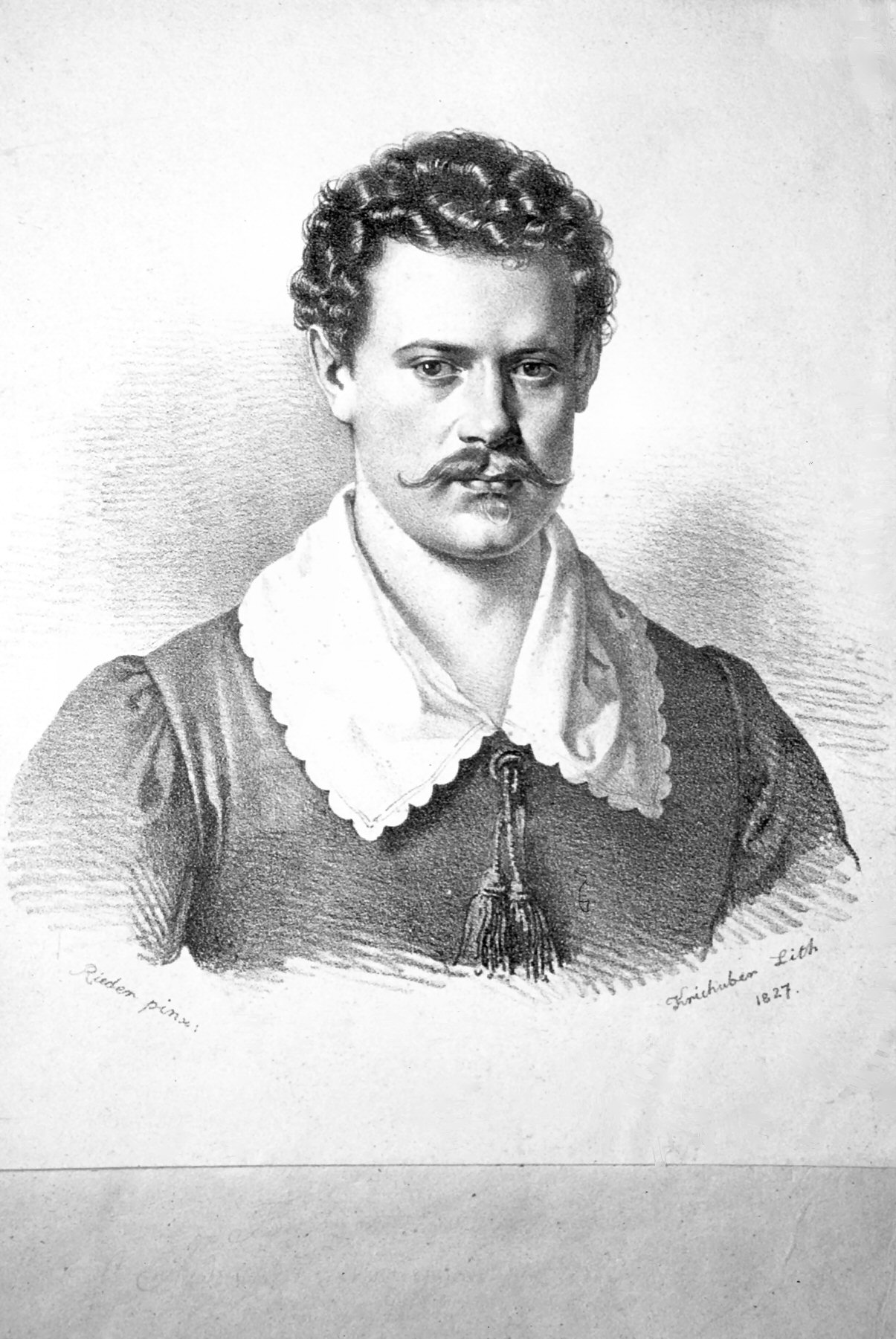
Wilhelm Kunst, Lithographie von Josef Kriehuber, 1827

Wilhelm Kunst, eigentl. Wilhelm Kunze, (* 1. Februar 1799 in Hamburg; † 17. November 1859 in Wien) war ein deutscher Schauspieler.

## Leben
Wilhelm Kunst stammte aus einer Handwerkerfamilie, sein Vater Simon Kunze war Schuster. Seine Begeisterung für das Theater brachte ihm bereits in seiner Jugend verschiedene Statistenrollen am Stadttheater seiner Heimatstadt ein.
Seine erste eigenständige Rolle war der „Major“ im Stück „Menschenhass und Reue“ und er fiel damit vollkommen durch. Er gefiel so wenig, dass die Direktion einen Tag nach seinem Auftritt Hausverbot über ihn verhängte.
Als der französische General Louis-Nicolas Davout seine Heimatstadt belagerte, trat Kunst als Dolmetscher in dessen Dienste. Nach Übergabe der Stadt an die Alliierten meldete sich Kunst zur Armee und kämpfte bis Sommer 1815 in den Befreiungskriegen, unter anderem nahm er an der Erstürmung von Wedel bei Hamburg teil. Später versuchte sich Kunst dort wieder am Theater. Diesmal mit besserem Erfolg, und 1819 wurde er am Stadttheater Lübeck verpflichtet.
Es folgten kurze und längere Engagements an den Theatern von Stettin, Danzig, Bremen, Köln, Würzburg und München. In letzterer Stadt kam er ans Isartortheater und zu dessen Intendanten Carl Carl. Durch diesen lernte er die Schauspielerin Sophie Schröder (1781–1868) kennen und heiratete sie bereits nach kurzer Zeit im Dezember 1825. Die Ehe hielt jedoch nicht lang, und so ließen sich die beiden schnell wieder scheiden.
Mit seinem Ensemble nach Wien übersiedelt, übernahm Carl Carl am 19. August 1825 die (zunächst für zwei Monate als Gastspiel vorgesehene) Leitung des (von 1. Juni bis 18. August geschlossen gewesenen) Theaters an der Wien und eröffnete am selben Abend mit Die Räuber auf Maria Kulm oder Die Kraft des Glaubens von Heinrich C. Cuno († 1829) und Kunst in der Rolle des Ottomar.
Kunst erreichte an der Wiedner Bühne auch seinen künstlerischen Durchbruch und erlebte bis nahe an die 1840er Jahre eine Glanzperiode.
Zumindest 1833 spielte er am Stadttheater Magdeburg. In einem Streit mit dem Theaterdirektor Karl von Hahn, wegen einem unerlaubten Gastspiel in Halle (Saale), trieb er diesen mit gezogener Klinge über den Breiten Weg.
1840 wurde Kunst infolge einer blutigen Affaire der Stadt Wien verwiesen. 1841 trat er als Hamburger Bürger in das Kavalleriekorps der Bürgergarde ein und zeigte sich mit Vorliebe in der dekorbesetzten Gardistenuniform, an die er die ihm 1815 vom Hamburger Senat verliehene Broncene Medaille heftete. Als er im selben Jahr erstmals nach Sankt Petersburg reiste, trat er auch gegenüber dem ihn engagierenden Theaterintendanten in der Hamburger Bürgeruniform auf. Kunst lebte in jener Zeit (bis etwa 1845) auf sehr großem Fuß: er reiste mit seinem Pflegesohn und einem Herrn Artmann, beschäftigte einen Jäger, einen Bedienten sowie einen Kutscher, hielt fünf Pferde, zwei Doggen – und eine Unzahl weißer Mäuse. Hinzu kam noch eine große Garderobe, denn der Schauspieler besaß in jenen Jahren alles, was er für die Bühne brauchte: vier vollständige Rüstungen, verschiedenste Waffen, Ritterkleidung et cetera.

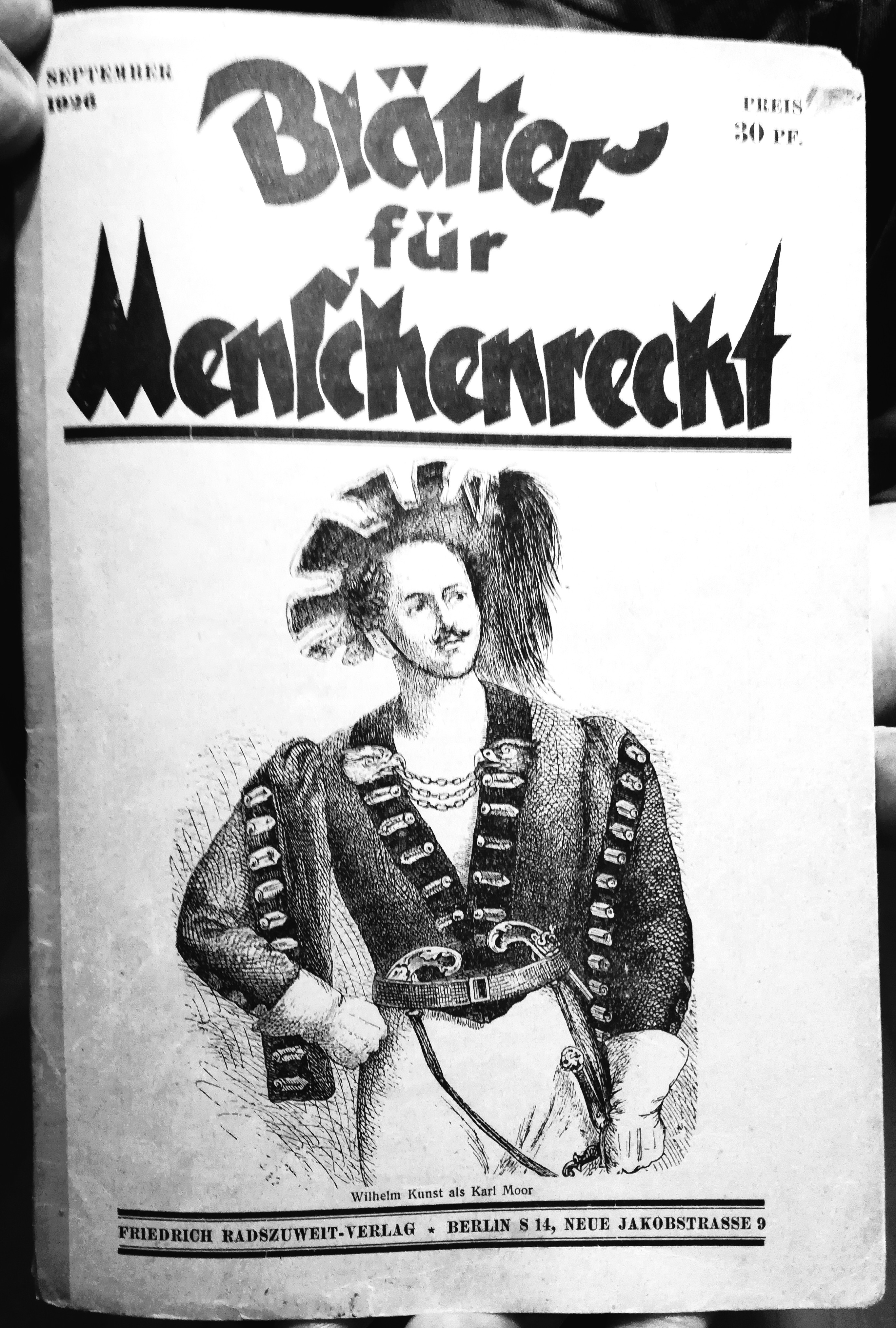
Titelblatt der Blätter für Menschenrecht von September 1926 mit Wilhelm Kunst in der Rolle als Karl Moor in Schillers Die Räuber; gehalten von Rainer Hoffschildt

1857 gab Kunst in Wien seine Abschiedsvorstellung. Pläne für Gastspiele in Ried, Oberösterreich, zerschlugen sich im Sommer des letzten Lebensjahres kurzfristig, als man statt seiner seinen Pflegesohn Wilhelm Kunst (1822–1873) engagierte. Wilhelm Kunst, der berühmteste Karl Moor, den je die deutsche Bühne besessen, starb völlig verarmt am 17. November 1859 in Wien-Josefstadt, Strozzengrund 28 (heute: Josefstädter Straße 35); eingeleitet von den Worten des lutherischen Dritten Predigers Gustav Porubsky (1812–1876), fand er seine letzte Ruhestätte auf dem Evangelischen Friedhof Matzleinsdorf in einem Armengrab.

## Rollen (Auswahl)
- Major – Menschenhass und Reue (August von Kotzebue)
- Othomar – Räuber in Maria Culm (Heinrich Cuno)
- Rolla – Sonnenjungfrau (August von Kotzebue)
- Karl Moor – Die Räuber (Friedrich Schiller)
- Franz Moor – Die Räuber (Friedrich Schiller)
- Hamlet – Hamlet (William Shakespeare)